# Ismail Kamil
Ismail Kamil, född 5 februari 1955 i Amuda i Syrien, är en svensk politiker (folkpartist). Han var ordinarie riksdagsledamot 2010–2014, invald för Uppsala läns valkrets. Tidigare var han landstingsråd och ordförande i Hälso- och sjukvårdsstyrelsen i landstinget i Uppsala län.

## Biografi
Kamil växte upp i Amuda i den syriska delen av Kurdistan i gränstrakterna till Turkiet. Där engagerade han sig politiskt från 15-års ålder. Först i den kurdiska studentföreningen på gymnasiet och sedan som ordförande för studentföreningen vid Damaskus universitet. År 1976 kom han till Uppsala och genomgick apotekarutbildningen vid Uppsala biomedicinska centrum. Där var han även universitetslärare under många år.
Kamil var engagerad i Kurdistans studentförening efter ankomsten till Sverige. Där representerade han Sverige i Europakommittén. År 1990 engagerade han sig i folkpartiets invandrarförening i Uppsala där han blev ordförande mellan 1995 och 2000. Sedan satt han fram till 2005 som ordförande för Liberala invandrarförbundet, nuvarande Liberal Mångfald, på riksnivå och representerade då förbundet i Folkpartiets partistyrelse.

### Riksdagsledamot
Kamil var riksdagsledamot 2010–2014. I riksdagen var han ledamot i utrikesutskottet 2013. Han var även suppleant i bland annat arbetsmarknadsutskottet, socialutskottet och utrikesutskottet.